# Сальметерол
Сальметерол (также салметерол) — селективный агонист β-2 адренорецепторов, бронхолитик, применяемый для лечения бронхиальной астмы и других обструктивных заболеваний лёгких. 
В комбинации с флутиказона дипропионатом входит в список жизненно необходимых и важнейших лекарственных препаратов РФ.
Препарат был выпущен на рынок в 1990 году фирмой GlaxoWellcome.

## Фармакологическое действие
Будучи селективным агонистом β2-адренорецепторов, сальметерол вызывает расширение бронхов у пациентов и с обратимой, и с необратимой обструкцией. Действие препарата наступает в течение нескольких минут и длится до полусуток. Помимо этого, салметерол препятствует высвобождению гистамина и лейкотриенов из тучных клеток.

## Фармакокинетика
После ингаляции препарат достаточно быстро всасывается со слизистых бронхов и попадает в плазму крови, где равномерно распределяется. Метаболизируется в печени, откуда с желчью попадает в кишечник.

## Показания
Бронхиальная астма, хроническая обструктивная болезнь легких.

## Противопоказания
Возраст до 4 лет, повышенная чувствительность к сальметеролу.

## Форма выпуска
Дозированный аэрозольный ингалятор.

## Побочные эффекты
Головная боль, сердцебиение, нарушение ритма, боли в животе, тошнота, рвота, мышечный тремор, иногда парадоксальный бронхоспазм.
Метаанализ 2006 года показал, что бета-адреномиметики длительного действия (в частности, сальметерол) увеличивают количество смертей, связанных с астмой. Абсолютный риск смерти при этом невелик: один на 1000 пациентов за год применения, но, поскольку сальметерол являлся одним из самых назначаемых препаратов в мире, его применение в одних только Соединённых Штатах приводило к 4000—5000 дополнительных смертей в год, связанных с астмой.

## В комбинации с флутиказоном

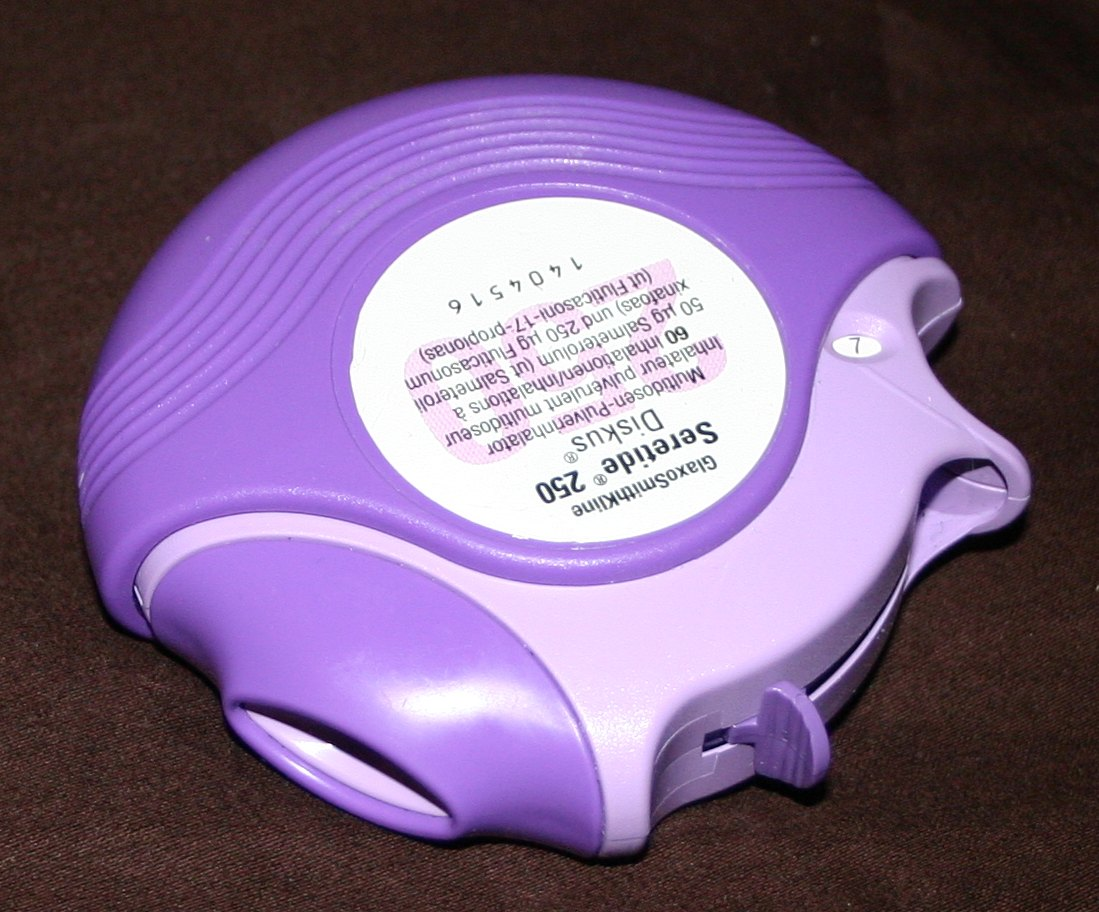
Дискхалер с «Серетидом»

Комбинация сальметерола с глюкокортикоидом флутиказоном применяется для лечения бронхиальной астмы и ХОБЛ. Она (сальметерола ксинафоат + флутиказона пропионат) выпускается в составе комбинированных препаратов под названиями «Серетид» и «Тевакомб».

## Допинг
Субстанция «Сальметерол» включена в запрещенный список WADA (класс S3).
Субстанция «Сальметерол» запрещена к приему всем спортсменам в соревновательный и во внесоревновательный периоды во всех видах спорта, за исключением ингаляций сальметерола: максимум 200 мкг в течение 24 часов или за исключением ситуаций, когда при ингаляционном введении пороговая концентрация сальметерола в моче не превышает 10 нг/мл. При использовании как в соревновательный, так и во внесоревновательный период любого количества сальметерола в сочетании с диуретиком или маскирующим агентом требуется разрешение на ТИ (терапевтическое использование) сальметерола в дополнение к разрешению на терапевтическое использование диуретика или маскирующего агента.